# Ruta Estatal de Nevada 646
La Ruta Estatal de Nevada 646, y abreviada SR 646 (en inglés: Nevada State Route 646) es una carretera estatal estadounidense ubicada en el estado de Nevada. La carretera inicia en el Sur desde la  hacia el Norte en la . La carretera tiene una longitud de 0,1 km (0.090 mi).

## Mantenimiento
Al igual que las autopistas interestatales, y las rutas federales y el resto de carreteras estatales, la Ruta Estatal de Nevada 646 es administrada y mantenida por el Departamento de Transporte de Nevada por sus siglas en inglés Nevada DOT.

## Cruces
La Ruta Estatal de Nevada 646 es atravesada principalmente por la .